# Дивинский район
Ди́винский район (бел. Дзівінскі раён) — административно-территориальная единица в Белорусской ССР в 1940—1959 годах, входившая в Брестскую область.
Дивинский район с центром в деревне Дивин был образован в Брестской области 15 января 1940 года, в октябре установлено деление на 11 сельсоветов. 16 июля 1954 года ликвидировано 3 сельсовета. 8 августа 1959 года Дивинский район был упразднён, а чего территория разделена между Дрогичинским, Кобринским и Малоритским районами. Дрогичинскому району отошёл Радостовский сельсовет, Кобринскому району — Верхолесский, Дивинский, Новосёлковский, Повитьевский и Хабовичский сельсоветы, Малоритскому району — Оссовский и Чернянский сельсоветы.
Сельсоветы
- Верхолесский;
- Дивинский;
- Леликовский (упразднён 16 июля 1954 года);
- Новоселковский;
- Оссовский;
- Повитьевский;
- Радостовский;
- Хабовичский;
- Чемерский (упразднён 16 июля 1954 года);
- Чернянский;
- Ягминовский (упразднён 16 июля 1954 года).